# Sala (botanica)
Sala è il nome comune con cui sono conosciute alcune erbe di palude dell'ordine Poales.
In particolare si chiamano con questo nome erbe appartenenti ai generi Typha (soprattutto Typha latifolia), Carex e Sparganium (soprattutto Sparganium erectum), nonché Andropogon caricosus, caratterizzate da foglie lunghe chiamate, nel loro insieme, anche garza o sgarza. Sono usate come materiale d'intreccio e imballaggio e in passato anche come riempimento di materassi, con la peluria che ricopre i loro frutti e semi, ma sono note specialmente per essere utilizzati nel rivestimento tradizionale dei fiaschi.